# 穆蒂斯夸
穆蒂斯夸是哥倫比亞的城鎮，位於該國東北部，由北桑坦德省負責管轄，距離首府庫庫塔102公里，始建於1841年12月25日，面積156平方公里，海拔高度2,800米，2005年人口3,847。

## 外部連結
- （西班牙文） Government of Norte de Santander - Mutiscua
- （西班牙文） Mutiscua official website

7°20′N 72°43′W / 7.333°N 72.717°W